# Heinrich Bleiker
Heinrich Bleiker (* 19. Juli 1884 in Wattwil; † 19. Januar 1975 in Brunnadern SG; heimatberechtigt in Wattwil) war ein naiver Maler aus der Schweiz.

## Leben und Werk
Heinrich Bleiker wuchs nach dem frühen Tod seiner Eltern in einem Waisenhaus auf. Er wurde Melker und arbeitete einige Jahre auf diesem Beruf in Friesland. 1915 kehrte er mit seiner Frau nach Wattwil zurück. Nach einem schweren Arbeitsunfall musste er mit 73 Jahren seine Berufstätigkeit beenden.
Bereits in den frühen 1930er-Jahren malte Bleiker gelegentlich Alpaufzüge auf Wände von Bauernhäusern. Sein Hauptwerk entstand nach seiner Pensionierung. Er liess sich dabei inspirieren von Postkarten und Kalenderbildern. Seine Bilder zeigen vor allem Genre- und Brauchtumsszenen, aber auch biblische Szenen und Landschaften. «Die Werke bestechen durch eine unbekümmerte Kühnheit im Formalen, die extreme Perspektivwechsel zulässt, bis hin zu einer filmisch anmutenden Abfolge verschiedener Szenen.»
1969 beteiligte sich Bleiker an der Ausstellung «I naïfs» in Lugano. Heute gilt er als einer der Klassiker Naiver Kunst in der Schweiz. Eine Werkgruppe von ihm aus der 2014 erworbenen Sammlung von Mina und Josef John befindet sich im Museum im Lagerhaus in St. Gallen.

## Ausstellungen
- 1969 I naïfs, Lugano (Gruppenausstellung)
- 1982 Naive Malerei – naiv?, Regierungsgebäude, St. Gallen (Gruppenausstellung)
- 1992 Museum im Lagerhaus, St. Gallen (Doppelausstellung)
- 1994–1995 Bauernmalerei rund um den Säntis, Seedamm-Kulturzentrum, Pfäffikon SZ (Gruppenausstellung)
- 2001 Zwischen Himmel und Heute. Visionen, Träume, Phantastereien, Kunsthaus Langenthal (Gruppenausstellung)
- 2006–2007 In den Alpen, Kunsthaus Zürich  (Gruppenausstellung)
- 2006–2007 Schnee, Schnee, Schnee, Kunsthäuschen Herrliberg (Gruppenausstellung)
- 2007 Hier möcht ich ewig bleiben können, Kunsthäuschen, Herrliberg (Gruppenausstellung)
- 2015 Die Sammlung Mina und Josef John, Museum im Lagerhaus, St. Gallen (Gruppenausstellung)